# Colletes rugicollis
Colletes rugicollis är en biart som beskrevs av Heinrich Friese 1900. Colletes rugicollis ingår i släktet sidenbin, och familjen korttungebin.

## Underarter
Arten delas in i följande underarter:
- C. r. nigrior
- C. r. rugicollis